# لولاكي (مسرحية)
لولاكي هي مسرحية كويتية لعام 1989.

## القصة
تحكي عن عائلة تبحث عن خادمة لتساعدها على أعمال البيت، وتدور حول قضايا الخادمات في المنازل وسوء معاملتهن.

## الأدوار
| الممثل\ة         | الدور    |
| ---------------- | -------- |
| محمد المنصور     | بوخالد   |
| عبد الرحمن العقل | خالد     |
| انتصار الشراح    | ام عليوي |
| محمد العجيمي     | عليوي    |
| ولد الديرة       | صلوح     |
| عبير الجندي      | بزاليه   |